# Уран (міфологія)

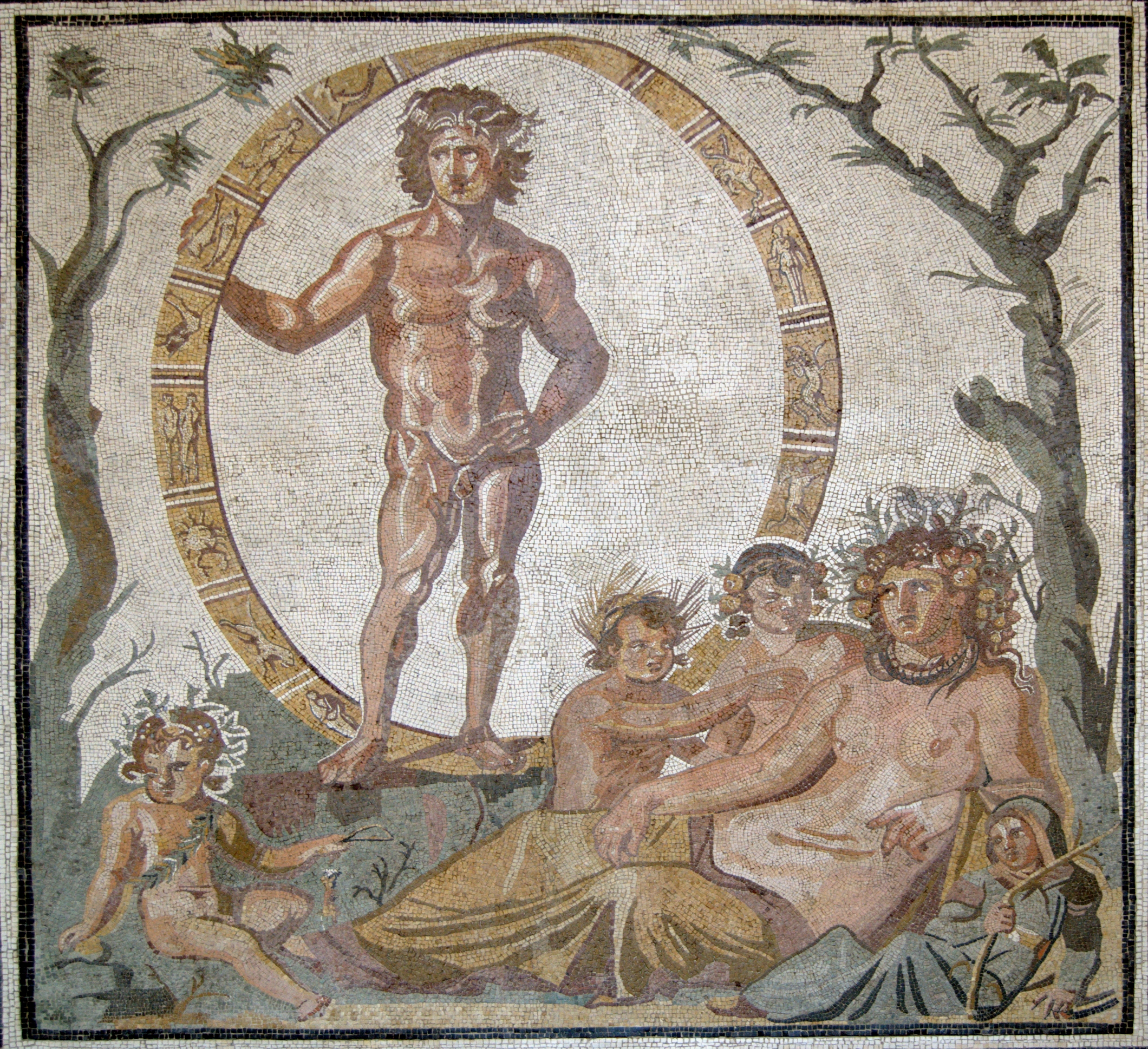
Уран і Гея.

Ура́н (грец. Οὐρανός, Uranos, «небо»), або Не́бо — у давньогрецькій міфології бог Неба. Космологічне божество, один із первісних богів. Описаний у «Теогонії» Гесіода. Син і чоловік Геї, богині Землі. Батько титанів, циклопів і гекатонхейрів, а також Кроноса, який оскопив його. Також батько Калідна, першого царя Фів.

## У міфах
Після утворення світу з Хаосу Гея породила Урана, відтоді над Землею піднялося Небо. Уран взяв Гею за дружину, від якого вона народила шістьох синів і шістьох дочок — титанів, та велетнів кіклопів і гекатонхейрів.
Останніх Уран зненавидів за їхню величезну силу, тому ув'язнив цих своїх дітей у надрах землі, спричинивши страждання матері-Геї. Вона підмовила титанів скинути Урана, але ті не посміли повстати проти батька. Тільки наймолодший з титанів Кронос оскопив Урана за допомогою серпа, який дала мати. З краплин крові, що впали на землю, виникли еринії та гіганти, а відрізані геніталії впали у море, і з піни, яка утворилась на цьому місці, постала Афродіта (один із варіантів міфа про походження богині).
Богиня ночі Нікс розгнівалася на Кроноса та помстилася йому, створивши смерть, обман, розбрат й інші лиха.

## Трактування міфів про Урана
Уособлюючи небо як космогонічне явище, Уран був творчим началом, що наділило землю теплом і вологою, сприяло пробудженню творчих сил землі. Уран протиставився Кроносові, який усьому дає зрілість, а також Зевсові, панування якого ґрунтується на справедливості й мудрості світового порядку. Цей міф знаходить чимало паралелей у космогонічних міфах різних народів про відділення землі від неба.
У Ведах Урану відповідає Варуна, у римлян — Целус, в етрусків — Янус.